# Cneo Pompeyo Colega (cónsul 71)
Cneo Pompeyo Colega (en latín, Gnaeus Pompeius Collega) fue un senador romano del siglo I, cuyo cursus honorum se desarrolló bajo los imperios de Nerón, Galba, Otón y Vespasiano.

## Carrera política
El primer cargo conocido de Pompeyo Colega fue el de legado de la Legio IV Scythica, con la cual se había pronunciado en favor de Vespasiano, cuando éste asumió la púrpura imperial en 69, y, al tardar en incorporarse a su mando el nuevo legado de la provincia Siria, Lucio Junio Cesenio Peto, tuvo que hacerse cargo interinamente de ese gobierno provincial y actuar frente a un incendio provocado en Antioquía, capital de Siria y ciudad más importante del oriente romano, incendio del que había sido acusada la importante comunidad judía local, aprovechando el contexto de la primera guerra judeo-romana, pero Colega concluyó que el grave incidente y la acusación se debía a un grupo de deudores desesperados por hacer desaparecer los registros y enriquecerse a costa de la comunidad judía, de lo que nos informa Flavio Josefo.
La brillante resolución de ese conflicto en Antioquía le valió que Vespasiano le premiase con el cargo de consul suffectus para el nundinum de noviembre y diciembre de 71.
El mismo Vespasiano le nombró gobernador de la provincia de Galacia, donde aparece constatado en una dedicación en su honor en Antioquía de Pisidia, datada en 75, y en un miliario de 76.

## Descendencia
Sexto Pompeyo Colega, consul ordinarius en 93, bajo Domiciano, era su hijo.